# Epitestosteron
Epitestosteron, eller isotestosteron, även känd som 17α-testosteron, är en endogen steroid och en epimer av det androgena könshormonet testosteron. Det är en svag kompetitiv antagonist av androgenreceptorn (AR) och en potent 5α-reduktashämmare.
Epitestosteron tros bildas på ett liknande sätt som testosteron; en studie från 1993 fann att cirka 50 % av epitestosteronproduktionen hos mänskliga män kan tillskrivas testikeln, även om den exakta vägen för dess bildande fortfarande inte är klarlagd. Det har visat sig ackumuleras i bröstcystvätska och i prostata. Epitestosteronnivåerna är vanligtvis högst hos unga män; Men vid vuxen ålder uppvisar de flesta friska män ett förhållande mellan testosteron och epitestosteron (T/E-förhållande) på cirka 1:1.

## Dopning
Det har visat sig att exogen administrering av testosteron inte påverkar nivåerna av epitestosteron i kroppen. Därav används tester för att fastställa förhållandet mellan testosteron och epitestosteron i urinen för att hitta idrottare som dopar sig. En studie av australiska idrottare fann att det genomsnittliga T/E-förhållandet i studien var 1,15:1. En annan studie fann att det maximala T/E-förhållandet för den 95:e percentilen av idrottare var 3,71:1, och det maximala T/E-förhållandet för den 99:e percentilen var 5,25:1.
Epitestosteron har inte visat sig förbättra atletisk prestation, även om administrering av epistestosteron kan användas för att maskera en hög nivå av testosteron om standardtestet för T/E-förhållande används. Därav är epitestosteron förbjudet av många idrottsmyndigheter som ett maskeringsmedel för testosteron.